# Léo Matos
Léo Matos, właśc. Leonardo de Matos Cruz (ur. 2 kwietnia 1986 w Niterói w stanie Rio de Janeiro) – brazylijski piłkarz występujący na pozycji obrońcy.

## Kariera klubowa
Jest wychowankiem klubu CR Flamengo. W 2004 rozpoczął karierę piłkarską w Olympique Marsylia, ale występował tylko w młodzieżowej drużynie. W sezonie 2005/06 został wypożyczony do rodzinnego Flamengo. W 2006 przeszedł do Tombense FC, ale występował tylko na wypożyczeniu w klubach Paraná Clube, Figueirense FC i Vila Nova FC. W lutym 2010 podpisał kontrakt z Czornomorcem Odessa, a w sierpniu po wygaśnięciu starego kontraktu podpisał nowy na dłuższy termin. 25 czerwca 2014 przeszedł do Dnipra Dniepropetrowsk. 4 maja 2014 z przyczyn nie wypłacenia przez klub wynagrodzenia anulował kontrakt z Dniprem.

## Sukcesy
- mistrz świata U-17: 2003